# Frangepán Bernát
Frangepán Bernát (horvátul: Bernardin Frankapan, 1453 – 1529.) horvát nemes és diplomata, a befolyásos horvát Frangepán család tagja. A Horvát-Magyar Királyság egyik leggazdagabb és legelőkelőbb arisztokratájaként a maga korában vezető szerepe volt Horvátország oszmán terjeszkedés elleni védelmének, valamint a horvát nyelv kultúra megerősítésében.

## Családja
Frangepán III. István modrusi gróf és Estei Isotta ferrarai hercegnő egyetlen fiaként született 1453-ban, valószínűleg a családja tulajdonában lévő várak egyikében, talán Ozaly várában (mások szerint Modrusban). Pontos születési dátuma nem ismert. Nagyapja, Frangepán IV. Miklós, a 15. század elején a vegliai grófokként ismert nemesi család birtokában lévő hatalmas birtokok egyedüli birtokosa, és a család első tagja, aki már Frangepánnak nevezte magát. Miklósnak tíz fia volt, akik 1432-ben bekövetkezett halála után már nem éltek sokáig egyetértésben. A családi nézeteltérések 1449-ben egy Modrusban megtartott találkozóhoz vezettek, ahol a testvérek a közös tulajdont nyolc részre osztották, és megalapították a Frangepán nemzetséget. A birtokmegosztáskor Frangepán III. István megkapta Modrus városát, Terzsán várának egy részét, valamint Vitunj, Grobnik és Dubovac városait és várait. Veglia (Krk) szigete (1451-ig), valamint Zengg városa (1464-ig) maradt közös birtok, melyeken a családtagok együtt gazdálkodtak és jövedelmüket megosztották.
Frangepán III. István, Miklós gróf legidősebb fia, ifjúkorában Zsigmond király szolgálatába állt és egyik legkiválóbb udvaronca lett. A Habsburgokra való támaszkodásának köszönhetően megőrizte az ősi birtokokat, és mint a király tanácsadója és 1443. február 3-án megkapta a pénzverés jogát is. Támogatta Mátyást 1458-ban királlyá választásakor, aki már 1463-ban horvát-dalmát bánná nevezte ki. A pápával való jó viszonyának, valamint a kedvező politikai helyzetnek is köszönhetően sikerült megvalósítania életének álmát, hogy Modrusban püspökséget alapítottak. Így politikai hatalmát a középkori államok mintájára rendezte be. Frangepán X. Bertalan gróf 1474-es halála után Ozaly és Ribnik várai is III. Istvánhoz kerültek, ezért utódai az ozalyi előnevet használták. 1481-ben bekövetkezett halála előtt megkapta a királytól a Modrus, Tržac, Vitunj, Plas, Ključ, Ozaly, Ribnik, Dubovac, Zvečaj, Grobnik, Vinodol (Grižane, Belgrád, Kotor), Drivenik, Hreljin és Bakarac birtokában megerősítő oklevelet.
Bernát 1476. szeptember 16-án feleségül vette Louise Marzanót, Giovanni Francesco Marino Marzano herceg és Aragóniai Leonora királyi hercegnő (Aragóniai V. Alfonz lánya) lányát, akitől kilenc gyermeke született: Krsto (Kristóf) a későbbi neves hadvezér, Beatrix, Mátyás törvénytelen fiának Corvin János horvát bánnak a felesége, valamint Ferdinánd, Matija (Mátyás), Ivan Franjo (János Ferenc), Marija Magdalena (Mária Magdolna), Elizabeta (Erzsébet), Eufrozina (Fruzsina), aki Dessewffy Ferenc felesége lett, és Katarina (Katalin).

## Élete
Bernát grófot ifjúkorában a modrusi urbárium egyik szerzőjeként ismert Martin Oštreharić nevelte, majd 1469-ben apja III. Frigyes császár udvarába, Grácba küldte. 1470-ben a császár udvarában élt Laibachban és Karintiában. Tovább ápolta a jó kapcsolatot a császárral, de javította kapcsolatait Corvin Mátyással is. Később Mátyás király híve lett. Életét gyermekkora óta állandó feszültségek, konfliktusok és súlyos csaták jellemezték, amelyekből mindig igyekezett hasznot húzni magának, családjának és Horvátországnak. Mátyás szolgálatában már kisfiúként többször elkísérte édesapját diplomáciai kiküldetésekre és utazásokra szerte Európában, ahol számos nevezetes és fontos emberrel ismerkedett meg.  Fontos küldetése volt, hogy a 800 fős királyi követség egyik rangos tagjaként 1476-ban elhozza Nápolyból Mátyás második feleségét Beatrixot, I. Ferdinánd nápolyi király lányát, amiért Ferdinánd király Bernátot lovaggá ütötte. Még az évben feleségül vette Beatrix unokatestvérét, Louise aragóniai hercegnőt. Ezekben az években apjával együtt harcolt a Mátyás seregében Frigyes császár ellen Karniolában, de a királyi hatalom megerősödése felé haladva Mátyás feldúlta Vinodolt, és katonai lépései 1480-ban hozzájárultak ahhoz, hogy az ősi Frangepán birtok Veglia velencei uralom alá került. Így a Horvát-Magyar Királyság elveszítette utolsó adriai szigetét is. Apjával, III. Istvánnal együtt 1481-ben ennek ellenére sikerült megszereznie Modrus, Terzsác, Vitunj, Plasi, Ključ, Ozalj, Ribnik, Dubovac, Zvečaj, Grobnik, Vinodol (Grižane, Belgrád, Kotor), Drivenik, Hreljin és Bakarac városok és várak királyi birtoklevelét.  Két év elteltével a török elleni győztes unai csatában (1483. november 6.) tüntette ki magát. 1484-ben meghalt apja, így birtokai egyetlen fiára, Bernátra szálltak.
Az 1488-ban őt birtokaiban megerősítő Mátyás királlyal ápolt jó kapcsolatát leányának, Mária Magdolnának a király unokatestvérével Dengeleghy Pongrácz János erdélyi vajda fiával, Mátyással kötött házasságával erősítette meg. A kapcsolatok tovább erősödtek, amikor Bernát lánya, Beatrix 1496-ban feleségül ment Mátyás törtvénytelen fiához Corvin Jánoshoz. A gazdag apa két megerősített város, Bihács és Novi jövedelmeit adta hozományul tizenhat éves lányának. Veronika lánya Stefkovics Gergelyhez, nővére Izsota pedig Perényi Istvánhoz ment feleségül. Abban is megállapodtak, hogy Bernát fiai Esztergomban, a királyné unokatestvére, az érsek mellett, valamint Ferrarában nevelkednek majd. Amikor Mátyás király 1490-ben Bécsben meghalt, Bernát is vele volt.  A király halála utáni dinasztikus harcokban fia, Corvin János, majd később Jagelló Ulászló oldalára állt. Aláírója volt annak az oklevélnek, amellyel a horvát és szlavón rendek a Budán 1492. február 2 és március 7. között megrendezett magyar-horvát közös országgyűlésen elfogadták az 1491-es pozsonyi béke rendelkezéseit.
Az uralkodó- és főrangú házakkal való rokonság növelte Bernát hírnevét, de nem könnyítette meg életét. Jelentősen rányomta bélyegét a Mátyás király által 1469-ben a Frangepánoktól elvett Zengg visszatéréséért folytatott küzdelem. A gazdag város és területének visszaadása több okból sem volt érdeke az uralkodónak, a bánoknak, a velenceieknek, és a pápának sem, bár Frangepán Bernát a város jelentős bevételeit elsősorban a török elleni védelmi terület kialakítására szándékozott fordítani.  Az 1460-as évek elejétől a törökök szisztematikusan pusztították a Frangepán birtokokat, különösen Bernát birtokait, amelyek a leggazdagabbak voltak, és amelyeken át legrövidebb úton jutottak be Karniolába, Ausztriába, Isztriába és Friuliba. Bernát az 1470-es évektől szinte élete végéig részt vett a horvátországi és boszniai csatákban. Geréb Mátyás bán és Vuk Branković szerb despota oldalán 1483-ban és 1491-ben súlyos csapásokat mért a törökökre, 1493-ban azonban alig menekült el a vesztes korbávmezei csatából, melyben Derencsényi Imre bánnal együtt a horvát nemesség nagyrésze odaveszett. Attól kezdve állandó védekezésben és visszavonulásban volt. A törökök elérték Bakart és Grobnikot. Bernátnak (Ogulinban várat épített) és Kristóf püspöknek (Novi Vinodolskiba költözött) el kellett hagynia addigi székhelyét Modrust. Alattvalóik jelentős részét törökök rabszolgaságba vitték vagy megölték, mások Itáliába, vagy a szigetekre menekültek.
Tekintettel arra, hogy sem a keresztény Európától, sem a királyi udvartól nem számíthattak számottevő segítségre, Bernát, Karlovics Iván és Zrínyi Miklós már a töröknek való meghódoláson gondolkoztak. Bár pénz nélkül kevés esélyük maradt a török támadások visszaverésére, rendre visszautasították a kedvező török ajánlatokat. Amikor 1504-ben Ulászló király kezdett megbetegedni, Corvin János pedig ugyanazon év októberében meghalt, Bernát unokájának, Kristófnak, Beatrix és Corvin János fiának próbálta megszerezni a trónt és ehhez a velenceiek támogatását kérte. Számításait azonban keresztülhúzta Kristóf 1505. március 17-én bekövetkezett halála. 1510-ben Beatrix lánya is meghalt. Az isztriai háborúk, a Velence elleni Cambrai-i liga oldalán, amelyben fia, Kristóf is harcolt még tovább szegényítették. Ezért Szapolyai János erdélyi vajdához kezdett közeledni, akit hasonlóan fenyegetett a török, de mégis jelentős anyagi és katonai ereje volt. 1522-ben személyes közbenjárására sem kapott segítséget Horvátország számára, sem Velencében Antonio Grimani dózsétól, sem Nürnbergben a német parlamenttől, sem Habsburg Ferdinánd főhercegtől. 
A magyar sereg 1526-os súlyos mohácsi összeomlása után kitört trónviszályban a fiával, Kristóffal és a horvát nemesség egy részével 1527-ben Szapolyai Jánost választották királlyá, míg a horvát nemesség másik része ellenfelét Habsburg Ferdinándot támogatta. 1527 szeptemberében Varasd ostrománál meghalt fia Frangepán Kristóf. A törökök számos birtokát elpusztították. Beatrix lányának birtokai második férje, Brandenburgi György birtokába kerültek. Bernát gróf 1529-ben halt meg az akkor matuzsálemi kornak számító 76 éves korában, teljes kilátástalanságban. Egyetlen örököse, unokája IV. István megmaradt gazdag birtokait annak gyámja Ferdinánd király németek kezére adta, akik azokat példátlan módon kifosztották. István nővére Frangepán Katalin a szigetvári hős Zrínyi Miklós felesége lett. Bernát utódai a török fenyegetés hatására kénytelenek voltak elhagyni ősi birtokaikat és Horvátország északi részén telepedtek le.
Frangepán Bernát katonai és diplomáciai jelentősége mellett elkötelezett híve volt a horvát kultúra és az oktatás fejlesztésének. Korszerűsítette és gondozta a horvát nyelvet és a glagolita írást, a Bibliát pedig horvátra fordíttatta. 1486-ban kiadta a híres Modrusi urbáriumot,  a jogi normák és a hűbérbirtok-nyilvántartás könyvét.